# Tryphon thoracicus
Tryphon thoracicus là một loài tò vò trong họ Ichneumonidae.